# 杨棋涵
杨棋涵（1991年12月22日—），山东人，中国大陆模特、主持人、演员。

## 生平
2011年8月，杨棋涵制造了“找鸭门”“自慰门”两大事件，一跃成为网络上的众矢之的，8月11日，她再次制造了“跳楼门”，在一座宾馆窗口前，抛出鞋子、酒瓶、人民币，又拿出刀子企图割腕自杀，最终被警察拉入屋内。这件事情再次遭到网友的质疑，认为这又是一件炒作，网友发出疑问，“跳楼为何不在家，还挑王府井，这不是炒作是什么?跳楼选在王府井，想死不容易!”，“现在想红都得玩命啊！”

## 作品

### 杂志
- 《瑞丽》
- 《时尚》
- 《芭莎》
- 《昕薇》
- 《大众青年》
- 《爱慕》
- 《美容时尚报》
- 《今日人像》
- 《印象》
- 《POCO》

### 影视

#### 电影
- 《宝马狂想曲》
- 《夏日恋神马》

#### 电视剧
- 《爱的起点》
- 《别了爱人》
- 《飞翔的梧桐子》
- 《青春进行时》